# シエルベナ

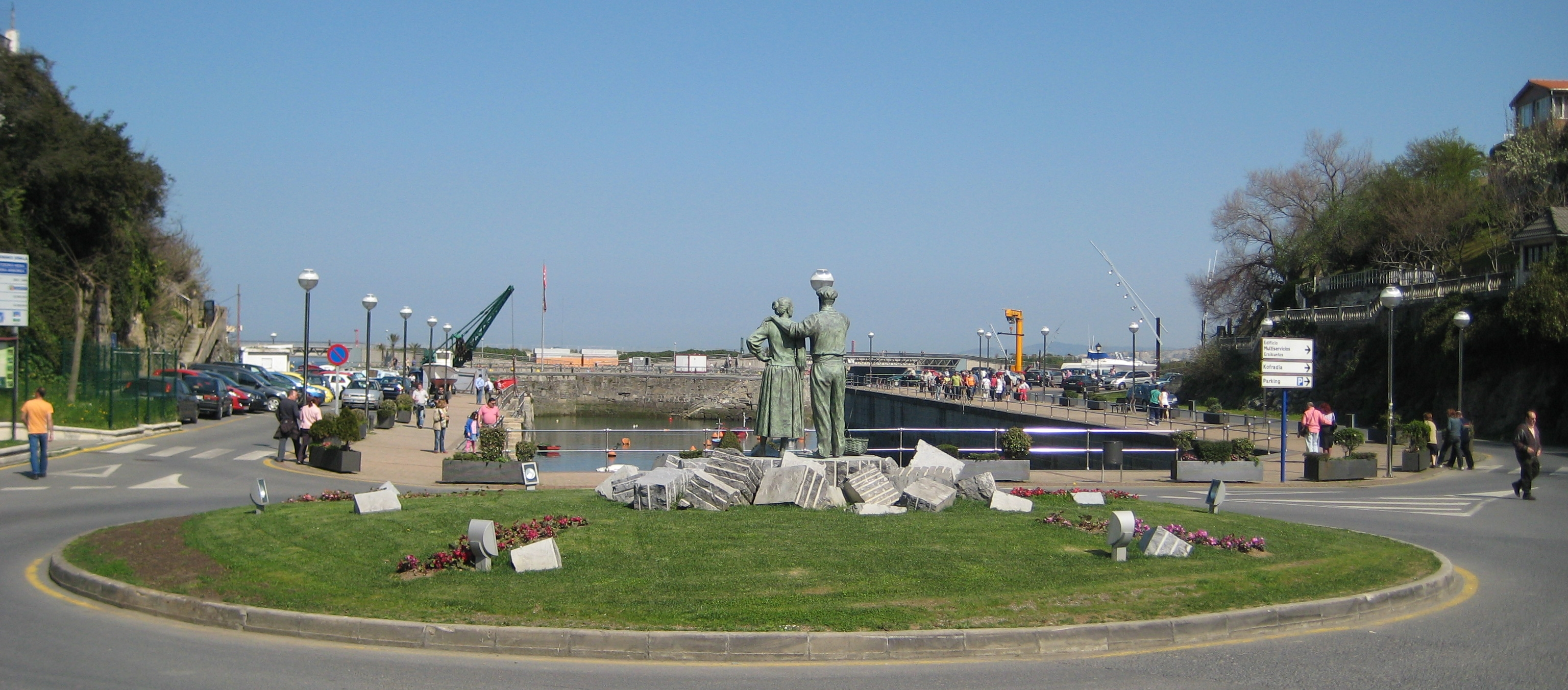
シエルベナの港湾地区

シエルベナ（バスク語: Zierbena）またはシエルバナ（スペイン語: Ciérvana）は、スペイン・バスク州ビスカヤ県のムニシピオ（基礎自治体）。バスク語名が公式名である。1995年1月1日にアバント・イ・シエルバナ＝アバント・シエルベナから分割されて独立した自治体となった。

## 地理
ビスケー湾のカンタブリア海に面しており、ビルバオ港の北西側にある。北はビスケー湾に、西はムスキスに、東はサントゥルツィに、南はアバント・イ・シエルバナ＝アバント・シエルベナに接している。かつてはアバント・イ・シエルバナ＝アバント・シエルベナと同一自治体だったが、1995年1月1日に分割されて独立したムニシピオ（基礎自治体）となった。ビスカヤ県の県都ビルバオから北西に19㎞、ムスキスから北東に8km、サントゥウルツィから北西に6㎞の距離にある。道路交通ではビルバオとはA-8号線で結ばれている。自治体域には標高307mのルスエロ山や標高319mのモンターニョ山がある。

## 交通
| 出発地                    | 経由地   | 目的地                      | 時間   | 船舶             | 運航会社                 |
| ------------------------- | -------- | --------------------------- | ------ | ---------------- | ------------------------ |
| シエルベナ （ビルバオ港） |          | ポーツマス （ポーツマス港） | 23時間 | MV Cap Finistère | ブルターニュ・フェリーズ |
| シエルベナ （ビルバオ港） | ロスコフ | ポーツマス （ポーツマス港） | 33時間 | MV Cap Finistère | ブルターニュ・フェリーズ |

ビルバオ港の一部はシエルバナの自治体域にあり、ブルターニュ・フェリーズはシエルベバナとイギリスのポーツマス間で週2便のフェリーを運航している。2010年には37,728トンのMV Cap Finistèreが就航した。

## 政治
| 任期      | 首長名                               | 政党                      |
| --------- | ------------------------------------ | ------------------------- |
| 1979–1983 | アバント・イ・シエルバナからの分割前 |                           |
| 1983–1987 | アバント・イ・シエルバナからの分割前 |                           |
| 1987–1991 | アバント・イ・シエルバナからの分割前 |                           |
| 1991–1995 | アバント・イ・シエルバナからの分割前 |                           |
| 1995–1999 | Iñigo de Loyola Ortuzar Angulo       | バスク民族主義党(PNV-EAJ) |
| 1999–2003 | Iñigo de Loyola Ortuzar Angulo       | バスク民族主義党(PNV-EAJ) |
| 2003–2007 | Marcelino Elorza Talledo             | バスク民族主義党(PNV-EAJ) |
| 2007–2011 | Marcelino Elorza Talledo             | バスク民族主義党(PNV-EAJ) |
| 2011–2015 | Marcelino Elorza Talledo             | バスク民族主義党(PNV-EAJ) |
| 2015–2019 | Iñigo de Loyola Ortuzar Angulo       | バスク民族主義党(PNV-EAJ) |
| 2019–2023 | n/d                                  | n/d                       |
| 2023–     | n/d                                  | n/d                       |

## 人口
| シエルベナの人口推移 2000－2017                         |
|                                                         |
| 出典:INE（スペイン国立統計局）1900年 - 1991年、1996年 - |

## 出身者
- ホセ・アントニオ・モメニェ（スペイン語版）(1940-) : 自転車競技選手。